# Ving Rhames

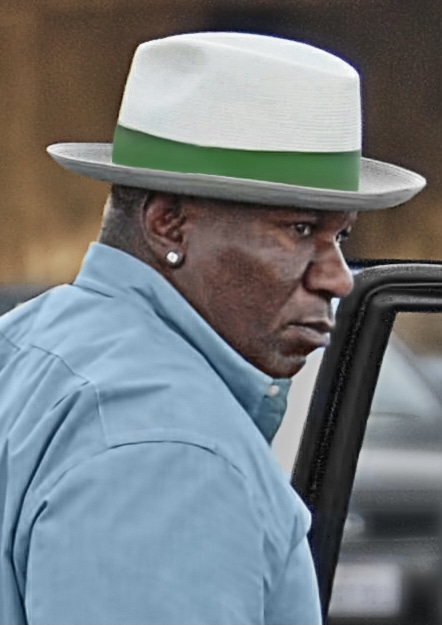
Ving Rhames (2010)

Ving Rhames (* 12. Mai 1959 in New York City als Irving Rameses Rhames) ist ein US-amerikanischer Schauspieler und bekannt durch die Rolle des Marsellus Wallace in dem Kultfilm Pulp Fiction und der Darstellung des Luther Stickell in der Kinoversion der Mission:-Impossible-Reihe.

## Leben und Karriere
Rhames wuchs im New Yorker Stadtteil Harlem auf. Schon 1964 gab er sein Debüt vor der Kamera in der Fernsehserie Another World.
1983 machte er den Abschluss an der Juilliard School of Drama in New York in dem Fach darstellende Künste. In den folgenden Jahren spielte er Theater und war in einigen kleineren TV-Produktionen zu sehen, unter anderem in dem Fernsehfilm Go Tell It On The Mountain (1984), einer Verfilmung von James Baldwins gleichnamigem Roman. Er hatte auch Gastauftritte in Fernsehserien wie Miami Vice, New York Undercover und Der Equalizer. Ab 1994 hatte er eine regelmäßige Rolle in der Arzt-Serie Emergency Room – Die Notaufnahme. In der 2013 veröffentlichten TV-Serie Monday Mornings spielte er die Rolle des Dr. Jorge Villanueva.
Sein großer Durchbruch gelang Rhames 1994 mit der Rolle des Gangsterbosses Marsellus Wallace in Quentin Tarantinos Kultfilm Pulp Fiction. Es folgte 1995 Kiss of Death mit Nicolas Cage und Samuel L. Jackson. Im Jahr darauf war er zum ersten Mal als Computerexperte Luther Stickell in Mission: Impossible zu sehen. Auch in den sieben Fortsetzungen in den Jahren 2000, 2006, 2011, 2015, 2018 und 2023 sowie 2025 spielte er mit. Damit ist er abgesehen von Tom Cruise der einzige Darsteller, der in sämtlichen Teilen der Reihe zu sehen ist. Ebenfalls 1996 spielte er neben Demi Moore die Rolle eines Rausschmeißers in Striptease. 1997 arbeitete er erneut mit Cage zusammen, diesmal in dem Actionfilm Con Air.
1998 erhielt er für seine Hauptrolle in der Fernseh-Miniserie Don King: Only in America den Golden Globe. Doch er reichte die Trophäe an Jack Lemmon weiter. Im gleichen Jahr war er auch in Steven Soderberghs Out of Sight neben George Clooney und Jennifer Lopez zu sehen.
Nach einigen weiteren Filmen war er 2002 auch in dem Polizei-Thriller Dark Blue an der Seite von Kurt Russell zu sehen. 2004 spielte er in dem Remake des Horrorstreifens Dawn of the Dead mit. 2007 spielte er einen homosexuellen Feuerwehrmann in der Komödie Chuck und Larry – Wie Feuer und Flamme.
Seine deutsche Standardsynchronstimme ist Tilo Schmitz.

## Privatleben
Nach einer geschiedenen Ehe mit Valerie Scott zwischen 1994 und 1999 ist Rhames seit 2000 mit Deborah Reed verheiratet. Der Schauspieler hat drei Kinder.

## Filmografie (Auswahl)
- 1985–1987: Miami Vice (Fernsehserie, zwei Folgen)
- 1988: NAM – Dienst in Vietnam (Tour of Duty, Fernsehserie, Folge 1x06 Burn Baby, Burn)
- 1988: Patty (Patty Hearst)
- 1989: Die Verdammten des Krieges (Casualties of War)
- 1990: Jacob’s Ladder – In der Gewalt des Jenseits (Jacob’s Ladder)
- 1990: Der lange Weg (The Long Walk Home)
- 1991: Flug durch die Hölle (Flight of the Intruder)
- 1991: Homicide – Mordkommission (Homicide)
- 1991: Haus der Vergessenen (The People Under the Stairs)
- 1992: Stop! Oder meine Mami schießt! (Stop! Or My Mom Will Shoot)
- 1993: Dave
- 1993: Blood in, Blood out – Verschworen auf Leben und Tod (Bound by Honor)
- 1993: Streets of New York (The Saint of Fort Washington)
- 1994: Mission Drop (Drop Squad)
- 1994: Pulp Fiction
- 1994–1996: Emergency Room – Die Notaufnahme (ER, Fernsehserie, acht Folgen)
- 1995: Kiss of Death
- 1996: Mission: Impossible
- 1996: Striptease
- 1997: Rosewood Burning (Rosewood)
- 1997: Con Air
- 1997: Dangerous Ground
- 1998: Out of Sight
- 1998: Body Count – Flucht nach Miami (Body Count)
- 1999: Verlockende Falle (Entrapment)
- 1999: Bringing Out the Dead – Nächte der Erinnerung (Bringing Out the Dead)
- 2000: Eine amerikanische Tragödie – Die O.J. Simpson Story (American Tragedy)
- 2000: Holiday Heart
- 2000: Mission: Impossible II
- 2001: John Singletons Baby Boy (Baby Boy)
- 2002: Lilo & Stitch
- 2002: Undisputed – Sieg ohne Ruhm (Undisputed)
- 2002: Dark Blue
- 2003: Sin – Der Tod hat kein Gewissen (Sin)
- 2004: Dawn of the Dead
- 2004: Driv3r (Voice Act, Videospiel)
- 2004: Back in the Day
- 2005: Kojak (Fernsehserie, zehn Folgen)
- 2005: Shooting Gallery
- 2005: Animal – Gewalt hat einen Namen (Animal)
- 2006: Mission: Impossible III
- 2007: Chuck und Larry – Wie Feuer und Flamme (I Now Pronounce You Chuck & Larry)
- 2007: The Preacher
- 2008: Animal 2: Hard Justice (Animal 2)
- 2008: Day of the Dead
- 2008: Saving God – Stand Up And Fight (Saving God)
- 2008: Phantom Punch
- 2009: Bloodsport – The Red Canvas (The Red Canvas)
- 2009: Evil Angel – Engel des Satans (Evil Angel)
- 2009: The Goods – Schnelle Autos, schnelle Deals (The Goods: Live Hard, Sell Hard)
- 2009: Die Echelon-Verschwörung (Echelon Conspiracy)
- 2009: The Tournament
- 2009: Surrogates – Mein zweites Ich (Surrogates)
- 2009: Give ’em Hell, Malone!
- 2009: The Bridge to Nowhere
- 2010: Piranha 3D
- 2010: Operation: Endgame
- 2010: King of the Avenue
- 2010: The Wrath of Cain
- 2010: Death Race 2
- 2011: Minkow
- 2011: Pimp Bullies – Opfer eines Bordells (Pimp Bullies)
- 2011: The River Murders – Blutige Rache (The River Murders)
- 2011: Julia X 3D
- 2011: Mission: Impossible – Phantom Protokoll (Mission: Impossible – Ghost Protocol)
- 2011: Zombie Apocalypse (Fernsehfilm)
- 2012: 7 Below – Haus der dunklen Seelen (Seven Below)
- 2012: Piranha 2 (Piranha 3DD)
- 2012: Soldiers of Fortune
- 2012: Death Race: Inferno (Death Race 3: Inferno)
- 2013: Force of Execution
- 2014: Operator – Wettlauf gegen die Zeit
- 2015: Mission: Impossible – Rogue Nation
- 2016: Sunday Horse – Ein Bund fürs Leben (A Sunday Horse)
- 2017: Guardians of the Galaxy Vol. 2
- 2017: Call of Duty WWII
- 2017: Wer ist Daddy? (Father Figures)
- 2018: Mission: Impossible – Fallout
- 2022: Wendell & Wild (Sprechrolle)
- 2023: Mission: Impossible – Dead Reckoning Teil Eins (Mission: Impossible – Dead Reckoning Part One)
- 2023: The Locksmith – Der Spezialist
- 2024: Garfield – Eine extra Portion Abenteuer (The Garfield Movie, Stimme von Otto)
- 2024: The Instigators
- 2024: Der wilde Roboter (The Wild Robot, Stimme)
- 2025: Mission: Impossible – The Final Reckoning